# Кръсто Мангов
Кръсто Мангов е гръцки партизанин и деец на НОФ.

## Биография
Роден е в костурското село Дъмбени през 1912 година. Става секретар на Районния комитет на ГКП за Корещата. По-късно е председател на Околийския комитет на НОФ за Костурско и член на Главния комитет на НОФ за Егейска Македония. Умира в село Брезница от граната по време на Битката на Вич.